# 1694
Епоха великих географічних відкриттів •  Перша наукова революція • Річ Посполита •  Запорозька Січ •  Руїна

## Геополітична ситуація
Османську імперію очолює Ахмед II (до 1695). Під владою османського султана перебувають Близький Схід та Єгипет, Середземноморське узбережжя Північної Африки, частина Закавказзя, значні території в Європі: Греція, Болгарія та Сербія. Васалами османів є Волощина та Молдова.
Священна Римська імперія — наймогутніша держава Європи. Її територія охоплює, крім німецьких земель, Угорщину з Хорватією, Трансильванію, Богемію, Північну Італію. Її імператор — Леопольд I Габсбург (до 1705).
На передові позиції в Європі вийшла Франція, на троні якої сидить король-Сонце Людовик XIV (до 1715). Франція має колонії в Північній Америці та Індії.
Габсбург Карл II Зачарований є королем Іспанії (до 1700). Йому належать Іспанські Нідерланди, південь Італії, Нова Іспанія, Нова Гранада та Нова Кастилія в Америці, Філіппіни. Королем Португалії є Педру II (до 1706). Португалія має володіння в Бразилії, в Африці, в Індії, в Індійському океані й Індонезії.
Північ Нідерландів займає Республіка Об'єднаних провінцій. Вона має колонії в Північній Америці, Індонезії, на Формозі та на Цейлоні. Король Англії — Вільгельм III Оранський (до 1702). Англія має колонії в Північній Америці, на Карибах та в Індії. Король Данії та Норвегії — Кристіан V (до 1699), король Швеції — Карл XI (до 1697). На Апеннінському півострові незалежні Венеціанська республіка та Папська область. Король Речі Посполитої — Ян III Собеський (до 1696). Формально царями Московії є Іван V (до 1696) та Петро I, фактичну владу за відсутності Петра та байдужості Івана здійснює Наталія Наришкіна.
Україну розділено по Дніпру між Річчю Посполитою та Московією. Діють два гетьмани: Самійло Самусь (польський протекторат) на Правобережжі, Іван Мазепа (московський протекторат) на Лівобережжі. На півдні України існує Запорозька Січ. Існують Кримське ханство, Ногайська орда.
В Ірані правлять Сефевіди.
Значними державами Індостану є Імперія Великих Моголів, в якій править Аурангзеб, Імперія Маратха. У Китаї править Династія Цін. У Японії триває період Едо.

## Події

### В Україні
- Кошовим отаманом Війська Запорізького обрано Івана Шарпила, потім Петра Приму.

### У світі
- 27 липня актом англійського парламенту засновано Банк Англії. Метою заснування банку був збір грошей на війну з Францією. Уперше утворився державний борг.
- Англійський парламент прийняв Трирічний акт, що вимагав проведення виборів кожні три роки.
- 28 грудня померла англійська королева Мері, дружина Вільгельма III Оранського. Вільгельм залишився єдиним правителем. У нього не було спадкоємців, тому до двору повернули сестру Мері Енн, яку було вигнали через сварку з королевою.
- Війна Аугсбурзької ліги:
  - 29 червня французький маршал Анн-Жуль де Ноай взяв Жирону.
  - 22—23 липня англійський флот бомбардував Дьєпп, 25—31 — Гавр.
  - 22 вересня англійці здійснили невдалу спробу висадитися поблизу Дюнкерка.
  - 28 вересня Вільгельм III Оранський відбив у французів Юї.
- Велика турецька війна: венеційці захопили острів Хіос.
- У Бразилії португальські колоністи знищили поселення рабів-утікачів Палмаріс. Зумбі втік.
- Французькі флібустьєри Жана-Батиста дю Касса здійснили напад на Ямайку й захопили 1300 рабів.
- Зі смертю матері, Наталії Наришкіної, Московією став одноосібно правити Петро I Олексійович. Його брат Іван, формально старший цар, державними справами не цікавився.
- Шахом Персії став Солтан Хусейн.
- Держава Лансанг на території сучасного Лаосу припинила існування — частково її захопили в'єтнамці, в інших частинах утворилися незалежні держави.

### Наука та культура
- Французька академія опублікувала перше офіційне видання словника французької мови — Dictionnaire de l'Académie française.
- У Бранденбурзі засновано Університет Галле.

## Народились
див. також Категорія:Народились 1694
- 21 липня — Георг Брандт, шведський хімік

## Померли
див. також Категорія:Померли 1694